# Цефалокариди
Цефалокаридите (Cephalocarida) са клас животни от тип Членестоноги (Arthropoda).
Таксонът е описан за пръв път от Хауърд Лорънс Сандърс през 1955 година.